# Cileuleus
Cileuleus is een bestuurslaag in het regentschap Tasikmalaya van de provincie West-Java, Indonesië. Cileuleus telt 3735 inwoners (volkstelling 2010).